# Aeroporto Internacional de Haifa
O Aeroporto Internacional de Haifa (em hebraico:  נמל התעופה חיפה, Namal HaTe'ufa Haifa), conhecido como U Michaeli Airport) (código IATA: HFA, código OACI: LLHA) é um aeroporto de Israel localizado em Haifa.
Está situado a leste da cidade, perto do porto de Kishon e estaleiros de Israel, e atende principalmente voo de cabotagem, com algum voo militar . A maioria dos voos de passageiros que passam pelo aeroporto são operações domésticas para Eilat e Tel Aviv e voos internacionais a Jordânia, Chipre e Turquia.
O aeroporto recebe seu nome de Uri Michaeli, e homenagem a um dos primeiros aviadores judeus e um dos fundadores da aviação em Israel. O aeroporto tem uma pista, e há planos para ampliá-lo em terrenos ganhados ao mar no golfo de Haifa.

## História
O aeroporto de Haifa foi construído quando do mandato britânico em 1934, como seu primeiro aeroporto internacional, originalmente servindo a Armada Britânica e a companhia petrolífera Iraque-Britânica, APS.
Em 1936 começaram-se os voos de passageiros a Beirut e Chipre, e em 1938 começaram os voos regulares à Itália. Em 1938 uma terceira parte dos voos a Palestina pousaram em Haifa. Mas em 1940, os voos civis detiveram-se devido à Segunda Guerra Mundial, momento no qual o aeroporto servia para as operações da Força Aérea Real no Oriente Médio como RAF Haifa.
O aeroporto foi reaberto para o tráfego de passageiros em 1948 com voos operados pela Cyprus Airways. Esta foi seguida dez anos mais tarde pela Arkia Israel Airlines.
Em 1994, no entanto, quando o aeroporto recebeu o status de internacional pensou-se que o aeroporto teria voos a destinos de toda Europa. Menos de um ano mais tarde, porém, o aeroporto pôs-se a venda. Nesse momento, o grupo francês de construção, Bouygues bem como  a British Aerospace Industries mostraram um grande interesse no lugar.
Os voos internacionais esperados nunca chegaram a aparecer, e não foi até 1996, e o começo dos voos de Israir, quando o aeroporto começou a crescer. Este crescimento foi ainda maior em 1998 com os voos de Aeroel. Royal Wings incrementou suas rotas oferecendo voos desde a Jordânia, enquanto Scorpio começou a voar ao Egipto. 
Em 1998, abriu-se um novo terminal no aeroporto para canalizar todos os serviços necessários num aeroporto internacional moderno. No passado possuía três pistas de aterragem e descolagem, das quais só duas existem ainda, conquanto, só uma permaneça em uso.
Em 2001, as negociações para ampliar o aeroporto retomaram-se quando o então Ministro de economia, Silvan Shalom, anunciou um investimento de 800 milhões de Shekels para adequar o aeroporto aos regulamentos internacionais.

## O aeroporto hoje
Uma das últimas fases do plano de ampliação do aeroporto de Haifa, é a ampliação do comprimento da pista (em terrenos sobre o mar na Bahía de Haifa), permitindo a operação de aviões de fuselagem larga e de longo alcance.

## Companhias aéreas e destinos
- Arkia (Eilat, Tel Aviv)
- Israir (Eilat, Tel Aviv)